# 키로기
키로기는 한국에서 제작된 이사무엘 감독의 2007년 영화이다. 한기중 등이 주연으로 출연하였다.

## 출연

### 주연
- 한기중
- 이재훤
- 박윤희
- 임정운

### 조연
- 정희라

## 제작진
- 프로듀서: 임연숙